# المنصة الوطنية الموحدة
المنصة الوطنية الموحدة هي منظومة متكاملة حكومية سعودية تأسست عام 2021 وتقدم كافة الخدمات الحكومية التابعة للوزارات بجودة وكفاءة عالية، عبر تجربة موحدة من خلال قنوات متعددة. تقدم خدماتها للمواطن والمقيم وصاحب العمل التجاري وزوار للمملكة العربية السعودية بطريقة مخصصة.
تعد المصدر المتخصص في التسهيل على المواطنين والمقيمين ورجال الأعمال والزوّار للبحث عن الخدمات الحكومية الإلكترونية ومساعدتهم في الحصول على المعلومات المتعلقة بالمملكة. وتعد المنصة المصدر الأساسي لجميع المصادر الحكومية الأخرى من خلال توفيرها لقدر كبير من المعلومات، بالإضافة إلى أنها مصممة لتكون مباشرة وتقدم تجربة لطيفة لك مع ضمان تلبية احتياجات المستخدمين.

## رؤيتها
معيار عالمي في تجربة الخدمات الحكومية المقدمة للمواطنين والمقيمين والزوار.

## قنوات المنصة
تقدم المنصة خدماتها عبر قنوات متعددة ومتجانسة تعمل جنباً إلى جنب، وبطريقة متزامنة، لتوفر تجربة مريحة وذكية ومواكبة لأحدث التقنيات.
- التطبيقات الذكية
- مركز الإتصال
- مركز الخدمات
- كشك الخدمات
- المنصات الإلكترونية

## مزايا
- خدماتها مصممة بناء على الإحتياجات الخاصة في مراحل الحياة المختلفة، وتوفر تجربة مثالية وملائمة واستباقية.[5]
- مصدر موحد لجميع المعلومات والخدمات الحكومية يضمن تجربة فعالة ومريحة مبنية على الدقة والوضوح.[5]
- وجهة ذات هوية رقمية موحدة تتيح لزائرالمنصة الوصول إلى جميع الخدمات الحكومية بسرعة وسهولة تامة من أي مكان وفي أي وقت.[5]

## روابط خارجية
- موقع المنصة الوطنية الموحدة